# Lockhart (Carolina del Sud)
Lockhart è un comune degli Stati Uniti d'America, situato in Carolina del Sud, nella Contea di Union.